# Drymusa serrana
Drymusa serrana är en spindelart som beskrevs av Pablo A. Goloboff och Ramírez 1992. Drymusa serrana ingår i släktet Drymusa och familjen Drymusidae. Inga underarter finns listade i Catalogue of Life.